# Wölflinswil
Wölflinswil est une commune suisse du canton d'Argovie, située dans le district de Laufenburg.

Photo aérienne (1950).